# 坂部三次郎
坂部 三次郎（さかべ さんじろう、1923年（大正12年）5月16日 - 2001年（平成13年）2月3日）は、実業家・変光星観測者。京都府出身。東京理科大学第4代理事長。ダイニック元代表取締役社長・会長。ダイニックアストロパーク天究館創立者。
洛陽 (小惑星5825番)は坂部三次郎の助言で命名された。また、亀岡 (小惑星)は三次郎の出身地京都府亀岡市から命名された。

## 経歴
- 1923年（大正12年） 京都市生まれ。
- 1943年（昭和18年） 東京物理学校（現・東京理科大学）数学科卒業。
- 1944年（昭和19年） 日本クロス工業入社。
- 1950年（昭和25年） 取締役就任。
- 1962年（昭和37年） 代表取締役就任。
- 1982年（昭和57年） 中央公害対策審議会委員[3]、公害健康被害補償協会評議員就任[4]。
- 1986年（昭和61年） 京都環境保全公社代表取締役社長[5]。
- 1990年（平成02年） ダイニック代表取締役会長就任[6]。
- 1997年（平成09年） 東京理科大学4代理事長就任。
- 2001年（平成13年） 逝去。

## 著書
- 『わが心の望遠鏡』ステラニック、1993年。
- 『星明かり燦々 : 坂部三次郎自伝』ダイニック、2002年。